# Pasquale Bini
Pasquale Bini, zvaný Pasqualino (21. června 1716 Pesaro – duben 1770 tamtéž), byl italský houslista a hudební skladatel pozdního baroka.

## Život
Hudebního talentu mladého Pasquala si povšiml kardinál Fabio Olivieri, který mu v letech 1731–1735 financoval studia u Giuseppe Tartiniho v Padově. Poté Bini vstoupil do služeb kardinála a přestěhoval se do Říma. Širší veřejnosti se stal známým v roce 1738 společným vystoupením s violoncellistou Giovanni Battistou Bononcinim. V témže roce jeho mecenáš a zaměstnavatel zemřel a Bini se vrátil zpět do Padovy, aby pokračoval ve studiu u Tartiniho.
V roce 1740 se vrátil opět do Říma. Byl přijat do Congregazione di S. Cecilia a získal druhého patrona v osobě kardinála Troiano Acquaviva dei duchi di Atri. Ten zemřel v roce 1747. Bini se vrátil do svého rodného města Pesara. V roce 1753 zde řídil v období karnevalu v divadle Teatro del Sole operu Merope N. Jommelliho a operu Antigona Baldassare Galuppiho. V letech 1754–1759 působil na dvoře vévody Carla Eugena Württemberga ve Stuttgartu s titulem Direttore dei concerti e compositore di camera. V roce 1759 se vrátil již natrvalo do Pesara, kde také v dubnu roku 1770 zemřel.

## Dílo (výběr)
Bini vynikl především jako mimořádný houslový virtuóz. François-Joseph Fétis ve svém díle Biographie universelle des musiciens et bibliographie générale de la musique uvádí historku, že významný houslista Antonio Montanari zemřel žalem poté co uslyšel Biniho hru.
- 5 koncertů pro housle a smyčcový orchestr
- 5 duet pro dvoje housle
- 6 sonát pro housle a basso continuo
- 2 sonáty pro housle a basso continuo
- Sonáta pro cembalo D-Dur